# テロ支援国家

2025年1月14日現在のアメリカ合衆国とテロ支援国家
アメリカ
テロ支援国家

テロ支援国家（テロしえんこっか、英語: State Sponsors of Terrorism）とは、テロ行為を行っているか、テロリストに関連しているとアメリカ合衆国連邦政府に判断された国家のこと。アメリカ合衆国法典第50編2405条に基づき、アメリカ合衆国国務省が指定を行っている。1979年12月29日に最初のブラックリストが作成され、以後更新が続けられている。

## 概要
アメリカの対テロ対策は多岐に渡るが、その対策の1つとしてテロリストによるテロ活動を支援している国家を「テロ支援国家」として指定・明確化し、経済制裁を実施する手法を取っている。テロ支援国家に指定されると該当国に対するアメリカ政府の各種禁輸措置がとられ、武器を初めとする輸出入・経済援助に対する規制がかけられる。また国際金融機関の融資についてもアメリカ政府が融資に反対するようになる為、その活用も行えなくなる。
なおアメリカ合衆国法典第22編2656f条において、アメリカ政府における国際テロリズムの定義が示されており、それに基づき国務省はテロ支援国家の状況も含め、テロリズムに関する調査及び年次報告書の作成などを行っている。1979年の指定開始以降何度かブラックリストの見直しが行われているが、シリアのみは一貫してリストアップされ続けている（2024年時点）。

## 指定の現状

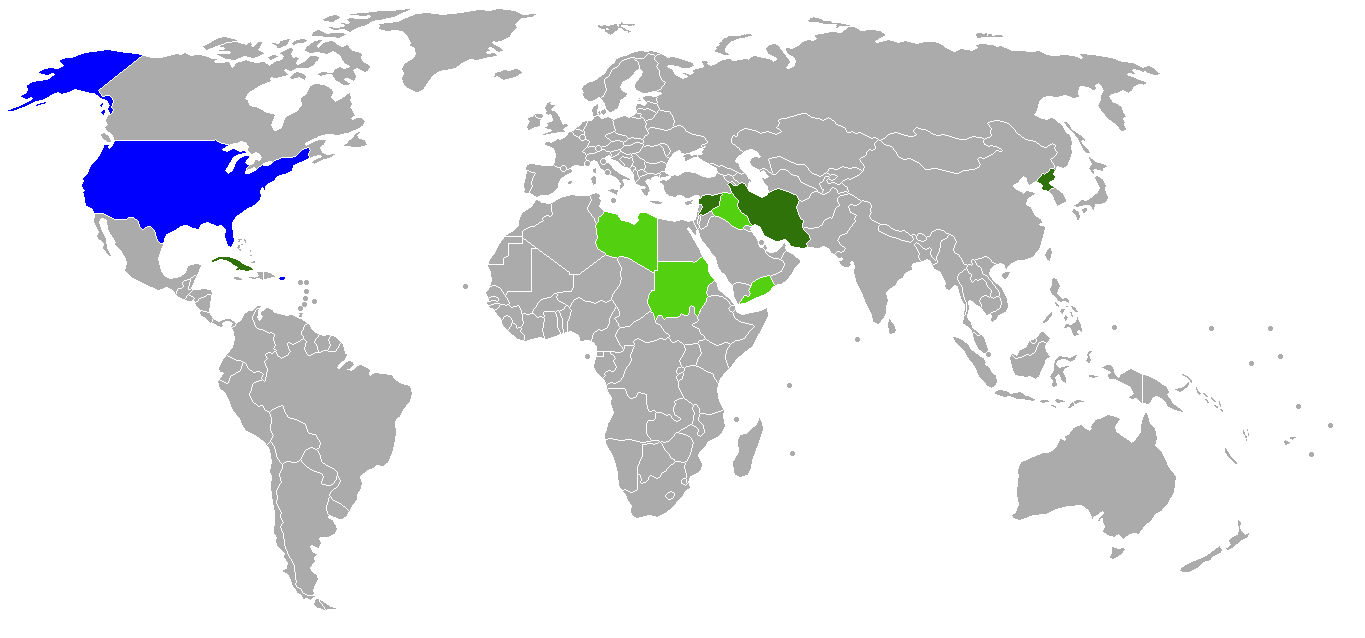
指定の現状図（2020年12月14日時点）
青色：アメリカ
濃い緑色：現在のテロ支援国家
薄い緑色：過去のテロ支援国家

下記の状況は、2024年1月13日現在のテロ支援国家の情報である。概して中東・北アフリカ地域のアメリカに敵対的な国々が指定されることが多く、過去に同地域以外で指定されたのはキューバと北朝鮮の2ヶ国のみである。

### テロ支援国家に指定されている国々
以下の3ヶ国
- シリア：1979年12月29日指定。
- イラン：1984年1月19日指定。
- 朝鮮民主主義人民共和国：1988年1月[3]指定、2008年10月11日指定解除[4]（ただし対北朝鮮制裁は強化継続[5]）、2017年11月20日再指定[6]。

### 過去にテロ支援国家に指定されていた国々
以下の5ヶ国。国旗は指定解除前のもの。
- 南イエメン：1979年指定、1990年国家消滅（北イエメンとの統合）で指定解除。
- イラク：1979年指定、1982年国交正常化で指定解除。1990年に再指定、暫定政権発足で2004年に再び指定解除。
- リビア：1979年指定、2006年指定解除。
- キューバ：1982年3月1日指定、2015年5月29日指定解除。2021年1月11日再指定[7]。2025年1月14日指定解除[8]。
- スーダン：1993年8月12日指定。2020年12月14日指定解除[9]。

## アメリカ以外の各国政府の見解
アメリカ以外の国々の政府・議会は、テロ支援国家という概念や言葉を自己表現としては使用していない。またアメリカの同盟国であっても、これら「テロ支援国家」と必ずしも対立関係にあるとは限らない。例えば日本政府はアメリカ政府とは異なり、イラン・キューバ・シリア・スーダン・リビア・イラクと国家単位では友好的な外交関係と貿易・投資関係を継続してきた（個人・団体単位では別途経済制裁有り）。ただし北朝鮮に関しては拉致問題などもあり、アメリカ以上に深刻な対立関係にある。
国連総会では、1992年から2012年まで21年連続でアメリカに対して、キューバに対する敵視政策の中止及び外交関係の回復と貿易・投資の回復を勧告する決議案が提出され、毎年アメリカとイスラエルが反対し、それ以外の大部分の国々は賛成して決議案は採択されている。2012年度の国連総会では、アメリカに対して、キューバに対する敵視政策の中止及び外交関係の回復と貿易・投資の回復を勧告する決議案は、賛成188ヶ国・反対3ヶ国（アメリカ・イスラエル・パラオ）・棄権2ヶ国（マーシャル諸島・ミクロネシア連邦）で可決された。
またウクライナ侵攻があった2022年には、11月23日に欧州議会がロシアをテロ支援国家に指定する決議案を採択した。なおこの数時間後には同議会のウェブサイトがサイバー攻撃を受けたと議会の報道官が明らかにした。